# Rod Ellingworth
Rod Ellingworth (11 de agosto de 1972, Grantham, Lincolnshire) é um exciclista (de rota e pista) e treinador britânico.
Foi ciclista profissional entre 1995 e 1997, representando a seu país em diversos eventos internacionais.
Depois de sua retirada incorporou-se como treinador à Federação Britânica de Ciclismo. Foi treinador da Academia sub'23 britânica localizada na Toscana italiana, tendo baixo suas ordens a entre outros Mark Cavendish. Posteriormente incorporou-se à máxima divisão, convertendo-se num dos principais treinadores dos ciclistas profissionais dentro da estrutura organizativa dirigida por Dave Brailsford e sua mão direita Shane Sutton com sede em Manchester. Desde 2008 é o treinador de resistência, com o objectivo de criar uma equipa e um ciclista capaz de converter-se em campeão do mundo de rota.
Em 2010 Brailsford criou uma nova equipa ciclista de rota, o Sky Professional Cycling Team de categoria UCI ProTour. Ao igual que Sutton e outros colaboradores, Ellingworth se incorporou ao novo projecto de Brailsford mantendo seu labor na federação britânica.

## Equipas
- Andronia (1995-1996)
  - Ambrosia/Dyna-Tech (1995)
  - Ambrosia (1996)
- UV Aube (1997)